# IEC 61508
IEC 61508 és una normativa internacional (creada per l'IEC) de seguretat funcional de sistemes electrònics programables i aplica a qualsevol sector industrial. S'entén seguretat funcional com la part de la seguretat que depèn de la resposta a les entrades del sistema. Cal evitar condicions que portin a estats potencialment perillosos.

## Parts de la norma
- IEC 61508-1 : Part de requeriment generals[4]
- IEC 61508-2 : Part de requeriments per sistemes electrònics programables[5]
- IEC 61508-3 : Part de requeriments de programari[6]
- IEC 61508-4 : Part de definicions i abreujaments[7]
- IEC 61508-5 : Part d'exemples de mètodes per la determinació dels nivells de seguretat integral[8]
- IEC 61508-6 : Part de guia d'aplicació de les parts 2 i 3.[9]
- IEC 61508-7 : Part de resum de tècniques i mesures[10]

## Anàlisi de riscos i perills
IEC 61508 requereix que es calculi el risc de fallida del sistema en termes de probabilitat estadística de fallida.
Categories de probabilitat de fallida:
| Categoria  | Definició                              | Rang (fallides per any) |
| ---------- | -------------------------------------- | ----------------------- |
| Freqüent   | Molts cops en la vida del sistema      | > 10−3                  |
| Probable   | DIversos cops en la vida del sistema   | 10−3 a 10−4             |
| Ocasional  | Un cop en la vida del sistema          | 10−4 a 10−5             |
| Remot      | Improbable en la vida del sistema      | 10−5 a 10−6             |
| Improbable | Molt Improbable en la vida del sistema | 10−6 a 10−7             |
| Increïble  | No és creïble que pugui fallar         | < 10−7                  |

Categoria de les conseqüències:
| Categoria   | Definició                          |
| ----------- | ---------------------------------- |
| Catastròfic | Pèrdua de múltiples vides          |
| Critic      | Pèrdua d'una vida                  |
| Marginal    | Ferides greus a una o més persones |
| Negligible  | Ferides menors                     |

Matriu risc/conseqüència:
|              | Conseqüència |        |          |            |
| Probabilitat | Catastròfic  | Critic | Marginal | Negligible |
| Freqüent     | I            | I      | I        | II         |
| Probable     | I            | I      | II       | III        |
| Ocasional    | I            | II     | III      | III        |
| Remot        | II           | III    | III      | IV         |
| Improbable   | III          | III    | IV       | IV         |
| Increïble    | IV           | IV     | IV       | IV         |

on:
- Classe I : Inacceptable en cap cas
- Classe II : Indesitjable, tolerable només si és inevitable
- Classe III : Tolerable només si el cost de reducció de risc supera la millora
- Classe iV : Acceptable però cal fer seguiment.

## Nivell de seguretat integral
SIL: (acrònim anglès de Safety Integrity Level) : nivell de seguretat integral, ens dota d'un sistema per a mesurar o quantificar el risc de fallida del sistema.
| SIL | Mode de poca demanda: probabilitat mitja de fallida | Mode de molta demanda o continu: probabilitat mitja de fallida |
| 1   | ≥ 10−2 a < 10−1                                     | ≥ 10−6 a < 10−5                                                |
| 2   | ≥ 10−3 a < 10−2                                     | ≥ 10−7 a < 10−6                                                |
| 3   | ≥ 10−4 a < 10−3                                     | ≥ 10−8 a < 10−7 (1 fallida perillosa en 1140 anys)             |
| 4   | ≥ 10−5 a < 10−4                                     | ≥ 10−9 a < 10−8                                                |

## Variants depenent del sector
- Programari sector automotriu : ISO 26262 és una adaptació d'IEC 61508
- Programari sector ferroviari : IEC 62279 és una adaptació d'IEC 61508
- Procesos industrials : existeix la IEC 61511
- Plantes nuclears : existeix la IEC 61513
- Maquinària : IEC 62061 és una adaptació d'IEC 61508